# Wielka Klonia
Wielka Klonia (niem. Gross Klonia) – wieś w Polsce, położona w województwie kujawsko-pomorskim, w powiecie tucholskim, w gminie Gostycyn.
W latach 1975–1998 miejscowość administracyjnie należała do województwa bydgoskiego. Według Narodowego Spisu Powszechnego (III 2011 r.) liczyła 465 mieszkańców. Jest trzecią co do wielkości miejscowością gminy Gostycyn.

## Historia

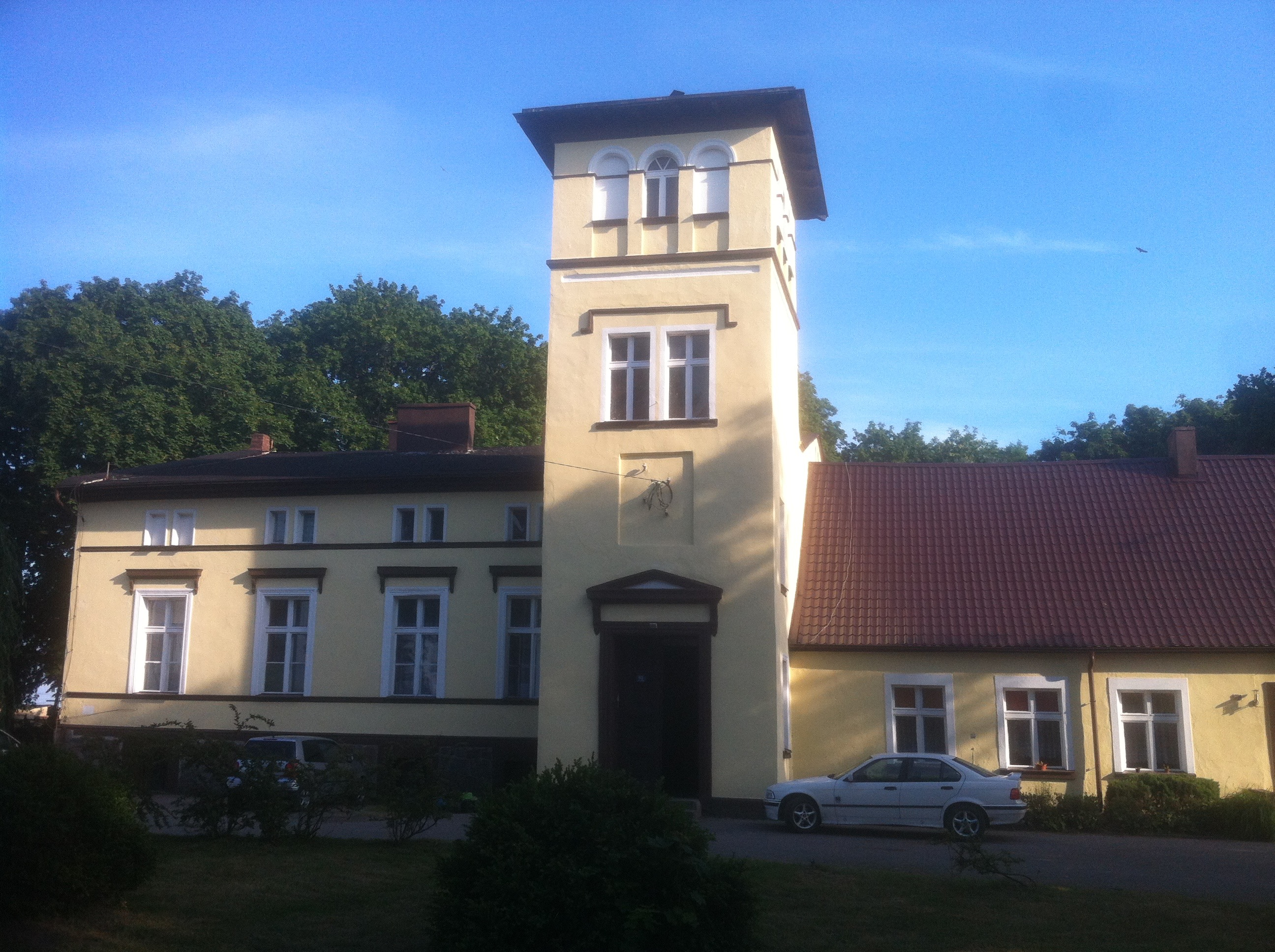
Dwór z 2 poł. XIX w. w Wielkiej Klonii

Rzeczka Kamionka, będąca w przeszłości granicą między państwem polskim i krzyżackim a później Starostwem Nakielskim i Tucholskim, łączy obecnie ziemie wchodzące w skład dzisiejszej Gminy Gostycyn. Historia tych ziem sięga odległej przeszłości. Świadczą o tym wykopaliska archeologiczne z Gostycyna, Kamienicy, Wielkiej i Małej Kloni, Przyrówki oraz Wielkiego Mędromierza.
Wielka Klonia ze swoim właścicielem rycerzem Wojsławem Kluna, wspomniana zostaje 24 kwietnia 1360. Wśród właścicieli miejscowości znaleźli się m.in. Reinhold i Jan Heidensteinowie - właściciele Wielkiej Kloni w 1. połowie XVII w. Pierwszy z nich był historykiem oraz współpracownikiem kanclerza królewskiego Jana Zamoyskiego.
W czasie kampanii wrześniowej 1939 r. miała tu miejsce potyczka wojsk polskich z niemieckimi dowodzonymi przez Heinza Guderiana, którego ojciec pochodził z tej miejscowości. W 1943 roku okupanci niemieccy wprowadzili dla miejscowości nazwę hitlerowską Klehboden.